# Euromajdan
Euromajdan (ukrainsk: Євромайдан) eller Majdan Opstanden var en række demonstrationer og uroligheder, der begyndte den 21. november 2013 på pladsen Majdan Nezalezjnosti i Ukraines hovedstad, Kyiv. Den primære årsag til demonstrationerne og urolighederne var Janukovitj-regeringens beslutning om ikke at underskrive en associeringsaftale mellem Den Europæiske Union og Ukraine – men derimod suspendere forhandlingerne med EU midlertidigt. I stedet valgte Janukovitj-regeringen at etablere tættere bånd med Rusland og Den Eurasiske Økonomiske Union, idet Janukovitj d. 17. december 2013 i Moskva – mens massive demonstrationer udspillede sig i Kyiv – underskrev en aftale med den russiske præsident Putin.
Euromajdan var karakteriseret af både fredelige demonstrationer og kampagner, men også civil ulydighed, voldelige interaktioner med politi og politiske modstandere samt besættelse af administrative regeringsbygninger. Særligt den sidste periode af Euromajdan, som er kendt som Majdan-revolutionen (undertiden også Værdighedens Revolution), var karakteriseret af yderst voldelige og dødelige sammenstød mellem Euromajdan-protesterer og politiet. Fra d. 18. februar til d. 20. februar mistede 91 mennesker livet, heriblandt 78 demonstranter og 13 politifolk. I alt døde ca. 130 i forbindelse med Euromajdan.
De voldsomme sammenstød mellem d. 18. og 20. februar resulterede i, at præsident Janukovitj og oppositionspartierne i Ukraine d. 21. februar underskrev en EU- og russisk-mæglet aftale, der skulle løse konflikten. Selv om aftalen var underskrevet af alle parter, faldt den allerede næste dag til jorden, da Euromajdan-demonstranter – efter at Janukovitj havde trukket politiet tilbage – stormede og tog kontrol over det centrale Kyiv. Janukovitj flygtede fra byen. Samme dag, d. 22. februar 2014, stemte 328 medlemmer af Verkhovna Rada (72,8 % af parlamentets i alt 450 medlemmer) for at fjerne præsident Janukovitj fra hans embede. Oleksandr Turtjinov blev indsat som midlertidig præsident dagen efter d. 23. februar 2014. 
Under hele opstanden var Uafhængighedspladsen i Kyiv (Majdan Nezalezjnosti) en enorm protestlejr besat af tusindvis af demonstranter beskyttet af barrikader. Der var køkkener, førstehjælpsposter og tv-studier på pladsen. Endvidere var der scener til taler, foredrag, debatter og forestillinger. Pladsen blev bevogtet af "Majdan selvforsvarsenheder" af frivillige i improviserede uniformer med hjelme, skjolde og bevæbnet med stokke, sten og benzinbomber. Der blev også afholdt protester i mange andre dele af Ukraine, selv om de største protester var i Kyiv. 
Protesterne tog til fra midten af januar 2014 som reaktion på, at regeringen vedtog nogle drakoniske anti-protestlove. Der var dødelige sammenstød på Hrushevsky Gaden den 19.-22. januar. Demonstranter besatte regeringsbygninger i mange regioner i Ukraine. Opstanden kulminerede den 18.-20. februar, da hårde kampe i Kyiv mellem Majdan-aktivister og politi resulterede i næsten 100 demonstranter og 13 politifolks død.
Under EU's topmøde i Vilnius 28.-29. november 2013 arrangerede pro-EU partier som Fædrelandsforbundet, UDAR og Svoboda demonstrationerne. Der deltog tusindvis af EU-tilhængere, studenter og journalister, ligesom ekstreme højrekræfter som UNA-UNSO, Spilna sprava og Pravij sektor deltog.  

## Baggrund

### Historisk kontekst
Historisk set har de landområder, der er nutidens ukrainske stat, dannet grænsestat eller grænseområde mellem større imperier og lande. Således har forskellige områder af det moderne Ukraine (defineret ved dets grænser etableret efter dets uafhængighed i 1991) haft forskellig historisk tilknytning til  kongeriger og stater. Før erklæringen om ukrainsk uafhængighed i 1991 havde man ikke oplevet nogen form for selvstyre i mere end 200 år. Man skal tilbage til det Kosakkiske hetmanatet, som mellem 1649–1764 regerede over store del af den centrale del af det moderne Ukraine. Dog var både de mest syd-, øst- og vestlige regioner af nutidens moderne Ukraine ikke underlagt det Kosakkiske hetmanatet, men kontrolleret af andre stater (fx Den polsk-litauiske realunion, Osmannerriget og Zar-Rusland).
De vestligste områder af det moderne Ukraine har historisk været kontrolleret af forskellige vestlige kongeriger og stater som fx Kongeriget Polen, den polsk-litauiske realunion, Østrig-Ungarn og den polske republik. Omvendt har de syd- og østligste områder af det moderne Ukraine snarere været kontrolleret af forskellige østlige kongeriger og stater som det mongolske kejserdømme, Kijevriget, Den Gyldne Horde, Osmannerriget, Zar-Rusland m.fl. De forskellige historiske tilhørsforhold har medvirke til, at der har etableret sig forskellige regionale forskelle, hvad angår fx kultur, sprog og etnicitet, som forsat kan ses i den moderne ukrainske stat. Særligt har det russiske sprog dommineret de syd- og vestlige regioner af Ukraine, mens også andelen af etniske russere og den russiske kultur generelt har været meget udpræget i disse regioner.
Som følge af Ukraines erklæring om uafhængighed i 1991 var det naturligt (og i overensstemmelse med princippet uti possidetis juris) at ophøje grænserne fra den tidligere sovjetiske republik, Ukraine SSR, til det nye uafhængige ukrainske stat. En folkeafstemning d. 1. december 1991 beskæftigede, at et overvældende flertal af befolkning på tværs af landet ønskede uafhængighed, til trods for regionelle forskelle i stemmeafgivelsen. Under Sovjetunionen var grænserne for Ukraine SSR ændret flere gang siden dets etablering efter den russiske revolution. Fx blev nogle af de vestligste regioner overført fra Polen til Ukraine SSR i 1939, områder fra Rumænien blev overført i 1940 til Ukraine SSR, mens Krim-halvøen ligeledes blev overført fra Rusland SFSR til Ukraine SSR i 1954.

## Forløb

### Den 23. november 2013
Den ukrainske regering udsteder et dekret, hvori den suspenderede udarbejdelsen og færdiggørelsen af associeringsaftale med EU.

### Den 30. november 2013
De første sammenstød mellem politi og protesterende skete d. 30. november 2013. Sammenstødende førte til fordømmelse og vrede over politiet ageren blandt forskellige iagttagere, mens præsident Janukovitj forlangte en undersøgelse af episoden. I henhold til politiets egen version var de rykket ud, efter at have modtaget en henvendelse om, at demonstranterne havde forhindret nogle personer i at forberede Majdan-pladsen til jul. Efter ankomst var demonstranterne begyndt at angribe og kæmpe mod dem.

### Den 1. december 2013
Den 1. december forbød en domstol i Kyiv yderligere demonstrationer til d. 7. januar 2014 i den centrale del af Kyiv – både ved Maidan-pladsen, Europapladsen foran indenrigsministeriets og præsidentens administration. Alligevel arrangeret oppositionen en storstillet demonstration d. 1. december – officielt i områder, som ikke var omfattet af forbuddet, for at marchere mod Majdan-pladsen og genindtage den. Flere hundredtusinder mennesker mødte op for at demonstrere mod Janukovitj-regerings beslutning og forlange, at han og hans regering trak sig. Demonstranterne trodsede forbuddet og marcherede mod Majdan-pladsen. En mindre gruppe forsøgt samtidig at indtage præsidentens administrationsbygning, herunder angribe politifolk med sten. Det medførte nye voldsomme sammenstød mellem politi og demonstranter.

### Den 11. december 2013
Tideligt d. 11. december 2013 søgte politiet – i henhold til domstolskendelsen per 1. december – at få ryddet Majdan-pladen og genskabe kontrol over den. Samtidigt optrådte sangerinden Ruslana direkte (live-transmitteret via TV) fra scenen på Majdan-pladsen, hvorfra hun opfordrede folk til at tilslutte sig demonstranterne på pladsen. Som følge heraf strømmede flere mennesker ind på pladsen i solidaritet. Det tvang politiet til at trække sig tilbage.
USA udenrigsminister, John Kerry, udtrykte foragt over ukrainske myndigheder anvendelsen af politi overfor "fredelige demonstranter". Victoria Nuland, USA's assisterende udenrigsminister for europæiske og eurasiske anliggender, besøgte Kyiv samme dag. Her holdt hun indledningsvis et møde med præsident Janukovitj, hvor hun – efter eget udsagn – udtrykte foragt overfor behandlingen af demonstranterne, som i henhold til hende var "absolut utilladeligt i en demokratisk stat". Nuland besøgte Majdan-pladsen, hvor hun delte delte brød, cookies og boller ud til demonstranter.

### Den 15. december 2013
Den amerikanske senator og tidligere republikansk præsidentkandidat John McCain besøgte d. 14. december Kyiv. Den demokratiske senator Chris Murphy kom dagen efter. Den 14. december havde McCain et møde med de ukrainske oppositionsledere: Vitalij Klytjko, Arsenij Jatsenjuk og Oleh Tjahnybok.
Næste dag besøgte McCain og Murphy Majdan-pladsen, hvor McCain holdte en tale, hvori han bl.a. sagde: "Vi er her for at støtte jeres retfærdige sag; Ukraines suveræne ret til frit og uafhængigt at bestemme sin egen skæbne. Og den skæbne, I søger, ligger i Europa".

### Den 17. december 2013
Præsident Janukovitj underskrev sammen med den russiske præsident Putin i Moskva en såkaldt "russisk–ukrainsk action plan", som bl.a. sikrede Ukraine et lån på $15 milliarder dollars og en kraftig reduktion i prisen på importeret naturgas fra Rusland..
Aftalen med Rusland blev underskrevet, mens massive demonstrationer udspillede sig i Kyiv.

### Majdan-revolutionen: d. 18. - 23. februar 2014
Pravij sektor, Maidan's Peoples Union m.fl. opfordrede sine medlemmer og befolkningen til at møde op kl. 08.30, d. 18. februar for at marchere mod parlamentsbygningen i Kyiv i protest og for at forlange forfatningsmæssige ændringer. Omkring 20.000 demonstranter mødte op for at marchere mod parlamentsbygningen. Flere tilsluttede sig senere – der blev rapporteret om ca. 50.000 protester.
Politi og demonstranter affyrede våben mod hinanden – både med skarp ammunition og gummiammunition. Politiet anvendte tåregas og flashgranater i et forsøg på at afvise de tusindvis af demonstranter, som slog igen med våben og sprængstoffer. Mindst 26 blev dræbt i løbet af dagen, heriblandt 10 politifolk. Yderligere blev mindst 1.100 såret efter sammenstødene. Politiet stormede senere protestlejren på Majdan-pladsen. Præsident Janukovitj nægtede at acceptere en våbenhvile og tilbagevenden til fredelige demonstrationer. Det mødte kritik fra oppositionslederen Arsenij Jatsenjuk.
Den 19. februar 2014 indførte myndighederne diverse politikontrolposter, restriktioner for offentlig transport og skolelukninger, hvilket – i henhold til det ukrainske medie Ukrayinska Pravda – svarede til en de facto undtagelsestilstand. I et interview erkendte et medlem af det ukrainske parlament, at undtagelsestilstand de facto var implementeret på landsplan, da transporten til hovedstaden var lammet. Samme dag offentliggjorde det russiske udenrigsministerium en erklæring, hvori det beskyldte Vesten for at tolerere og tilskynde til det, som det russiske udenrigsministerie betegnede "Den Brune Revolution".Den 20. februar meddelte indenrigsminister Vitaliy Zakharchenko, at han havde underskrevet et dekret, som ville tillade brugen af skarp ammunition mod protestanter.
Den 21. februar blev en aftale underskrevet af Janukovitj og oppositionslederne (Vitalij Klytjko, Arsenij Jatsenjuk og Oleh Tjahnybok). Den var blevet til i samarbejde med repræsentanter fra EU og Rusland. Aftalen omfattede, at der skulle dannes en midlertidig enhedsregering, vedtages forfatningsændringer der skulle reducere præsidentens magtbeføjelser og udskrives nyvalg. Samtidigt skulle demonstranterne forlade de besatte bygninger og pladser, mens regeringen lovede ikke at anvende sine magtbeføjelser ved undtagelsestilstand. Underskrivelsen blev overværet af udenrigsministrene fra Polen, Tyskland og Frankrig.
Næste dag, den 22. februar, flygtede Janukovitj fra Kyiv efter demonstranterne – som følge af politiets tilbagetrækning – havde stormet og taget kontrol med den centrale del af Kyiv, herunder parlamentet. Samme dag stemte 328 medlemmer af Verkhovna Rada (72,8 % af parlamentets i alt 450 medlemmer) for at fjerne præsident Janukovitj fra embedet. Samme 22. februar havde Janukovitj fra Kharkiv nægtet at trække sig som præsident, påpeget at han var Ukraines legitime præsident og betegnet hændelserne i Kyiv som et statskup.
Den 23. februar blev Oleksandr Turtjinov indsat som midlertidig præsident af parlamentet i Kyiv. Det blev meddelt, at man ville åbne en straffesag mod Janukovitj og andre embedsmænd for "massemord på fredelige borgere". Den 24. februar flygtede Janukovitj til Rusland.